# ويليام كانترل
ويليام كانترل (بالإنجليزية: William Cantrell)‏ هو سائق فورمولا 1 أمريكي، ولد في 31 يناير 1908 في ويست بوينت في الولايات المتحدة، وتوفي في 22 يناير 1996.